# Palazzo Barbaja
Le Palazzo Barbaja est un palais situé sur la Via Toledo dans la ville de Naples.

## Historique
Construit au XVIe siècle, le Palazzo Barbaja fut la demeure de Domenico Barbaja, un célèbre imprésario de théâtre du XIXe siècle. Pendant la période entre 1815 et 1822, Gioacchino Rossini y était parfois son invité.
Le bâtiment a été remodelé dans un style néoclassique sobre dans la seconde moitié du XVIIIe siècle. Le rez-de-chaussée et la mezzanine sont couverts de blocs de pierre de taille. Les deux premiers étages sont décorés par des grands pilastres ioniques.

## Source de la traduction
- (en) Cet article est partiellement ou en totalité issu de l’article de Wikipédia en anglais intitulé « Palazzo Barbaja, Naples » (voir la liste des auteurs).